# Elaphria trifissa
Elaphria trifissa är en fjärilsart som beskrevs av George Francis Hampson 1909. Elaphria trifissa ingår i släktet Elaphria och familjen nattflyn. Inga underarter finns listade i Catalogue of Life.